# Ротенберг, Вадим Семёнович
Вади́м Семёнович Ротенбе́рг (1941—2024) — советский и израильский психиатр и психофизиолог.

## Биография
Окончил 1-й Московский медицинский институт (1964), доктор медицинских наук (1979). С 1990 года жил в Израиле и был старшим лектором Тель-Авивского университета.
Специалист в области психофизиологии сна, психофизиологии памяти, психофизиологии творчества, патогенеза неврозов, шизофрении, депрессии.
Создатель (в сотрудничестве с В. В. Аршавским) междисциплинарной концепции поисковой активности, содержащей оригинальное объяснение ряда когнитивных процессов.
Автор монографий: «Адаптивная функция сна: причины и проявления её нарушения» (1982), «Поисковая активность и адаптация» (1984, совместно с В. В. Аршавским), «„Образ Я“ и поведение» (2000), «Сновидения, гипноз и деятельность мозга» (2001), книги для учителя «Мозг. Обучение. Здоровье» (1989, совместно с С. М. Бондаренко).
Опубликовал книгу стихов «Стихи шестидесятых годов» (М.: АРГО-РИСК, 1996). Автор публицистических статей (например, «Зачем евреям Израиль, или Антисемитизм как проблема когнитивного диссонанса», «Психофизиология политической левизны»).
Умер в марте 2024 года.